# José Maria Machado de Araújo
José Maria Machado de Araújo (Vila Nova de Famalicão, 31 de janeiro de 1922 – Rio de Janeiro, 30 de outubro de 2004 (82 anos)) foi um poeta português.

## Biografia
José Maria era trovador e sonetista, um dos fundadores da União Brasileira de Trovadores junto com Luiz Otávio em 1966. José Maria e Luiz Otávio conheceram-se em 1959, portanto três anos depois do lançamento de Meus irmãos, os Trovadores, livro de Luiz Otávio lançado em 1956 pela Editora Vecchi e considerado o marco do trovismo brasileiro.
Em 1960, Luiz Otávio, J. G. de Araújo Jorge, Rodolpho Abbud e outros colaboradores instituíram os Jogos Florais de Nova Friburgo, concurso de trovas que se mantém ativo até o presente momento.
Desde o início, José Maria Machado de Araújo firmou seu nome como um grande trovador, obtendo diversas premiações nos Jogos Florais de Nova Friburgo e em outros que foram sendo instituídos em diversas localidades brasileiras. Logo nos I Jogos Florais de Nova Friburgo, em 1960, tema “AMOR”, José Maria obteve o 11.º Lugar. Em 1962, classificou em 1.º Lugar nos I Jogos Florais de Pouso Alegre, tema “ESPERANÇA”.
Ainda na década de 1970, Nova Friburgo outorgou-lhe o título de Magnífico Trovador no gênero lírico e também no humorístico, no qual também se destacava pelo seu bom humor e espírito bonachão. (O título de Magnífico Trovador é obtido pelo Trovador que se classifica entre os vencedores por três anos consecutivos.) Durante os mais de quarenta anos em que se dedicou à Trova, José Maria obteve centenas de prêmios nos concursos de Trovas realizados no Brasil.
Embora tenha publicado pouco, existe um número considerável de trovas suas impressas em antologias, como a de Aparício Fernandes, organizada em 1972 e intitulada A Trova no Brasil, além das disponíveis on-line. Neste respeito, destaca-se o trabalho pioneiro de José Ouverney, poeta de Pindamonhangaba, que organizou um site, o primeiro do gênero no país, chamado www.falandodetrova.com.br, no qual disponibilizou muitas trovas de José Maria, nos itens “Você é Saudade” e na “Biblioteca”, no sub-item “Magníficos”.